# Associazione sistema museale della provincia di Ancona
L'Associazione sistema museale della provincia di Ancona è stata un'associazione senza scopo di lucro fondata nel dicembre 1997 per iniziativa dell'Amministrazione provinciale di Ancona e della Comunità montana dell'Esino-Frasassi, con lo scopo di favorire la cooperazione tra i musei esistenti nel territorio provinciale e di promuoverne il patrimonio culturale ed artistico nell'ambito degli itinerari del "museo diffuso" marchigiano. È stata posta in liquidazione nel gennaio 2018, a seguito dell'impossibilità per la Provincia di Ancona di garantire il pagamento della quota associativa annuale prevista dallo Statuto, a seguito dell'eliminazione delle competenze delle province in materia culturale sancita dalla legge 7 aprile 2014, n. 56 (legge Delrio).
Ne facevano parte, oltre agli Enti fondatori, i Comuni ed alcuni soci privati proprietari di musei presenti nel territorio della provincia.

## Storia del MUSAN
L'Associazione sistema museale della provincia di Ancona nacque nel 1997. Dal 1998 l'Associazione ha realizzato annualmente il progetto "Musei da Scoprire", finalizzato alla promozione dei musei del territorio tramite itinerari turistico-culturali-enogastronomici organizzati durante tutto l'arco dell'anno, rivolti sia ai residenti che ai turisti.
Erano stati inoltre predisposti numerosi laboratori didattici relativi alle collezioni dei musei soci, con la realizzazione, a partire dall'anno scolastico 2004-2005, del progetto "Scuola-Museo", per favorire la partecipazione di scolaresche e insegnanti ai laboratori didattici ed alle visite guidate nei musei, che ha visto la presenza annua di oltre 1.800 alunni.
L'Associazione Sistema museale della provincia di Ancona era attrezzata con un proprio sito internet www.musan.it, e svolgeva attività di consulenza ai visitatori e turisti  al  numero verde telefonico 800.43.93.92, presso il quale potevano anche essere effettuate le prenotazioni per visite guidate, degustazioni enogastronomiche, accoglienza turistica.
Il Sistema museale della provincia di Ancona era socio dell'ICOM - International Council of Museums e membro del direttivo dell'ICOM-Marche.

## Musei aderenti al MUSAN
- Museo della Città di Ancona, Ancona
- Pinacoteca civica "Francesco Podesti" e Galleria d'arte contemporanea di Ancona, Ancona
- Museo della Miniera di Zolfo di Cabernardi, Cabernardi
- Museo internazionale della fisarmonica, Castelfidardo
- Museo del Risorgimento, Castelfidardo
- Civica raccolta d'arte, storia e cultura, Castelplanio
- Civica raccolta d'arte Claudio Ridolfi, Corinaldo
- Sala del costume e delle tradizioni popolari, Corinaldo
- Museo internazionale dell'etichetta del vino, Cupramontana
- Museo della carta e della filigrana, Fabriano
- Pinacoteca civica Bruno Molajoli, Fabriano
- Museo della farmacia Mazzolini Giuseppucci di Fabriano, Fabriano
- Museo della Resistenza, Falconara Marittima
- Centro permanente per la documentazione dell'arte contemporanea, Falconara Marittima
- Pinacoteca internazionale d'arte francescana contemporanea "Nel Nome di Francesco", Falconara Marittima
- Casa-museo "Gaspare Spontini" di Maiolati Spontini, Maiolati Spontini
- Museo civico e della mail art, Montecarotto
- Museo "Utensilia", Morro d'Alba
- Museo della Rocca, Offagna
- Museo provinciale di scienze naturali "Luigi Paolucci", Offagna
- Museo della Liberazione di Ancona, Offagna
- Museo civico, Osimo
- Pinacoteca comunale, Ostra
- Museo civico-parrocchiale "Maria Crocefisso Satellico", Ostra Vetere
- Museo delle arti monastiche "Le stanze del tempo sospeso", Serra de' Conti
- Cartoteca storica delle Marche, Serra San Quirico